# Daisy Chainsaw
Daisy Chainsaw var ett band från London, England. Det bildades 1989 och splittrades 1995.
Bandmedlemmarna var från början KatieJane Garside (sång), Crispin Gray (gitarr), Richard Adams (bas) och Vince Johnson (trummor). När KatieJane 1993 lämnade bandet ersattes hon av Belinda Leith.

## Diskografi
Album
- Eleventeen (1992) (One Little Indian Records)
- For They Know Not What They Do (1994) (One Little Indian Records)

Singlar/EPs
- LoveSickPleasure (1991) (EP) (Deva Records)
- Love Your Money (1991) (Deva Records)
- Pink Flower (1992) (EP)
- Hope Your Dreams Come True (1992) (EP)
- The Future Free (1994) (EP) (One Little Indian Records)
- Love Me Forever (1994) (One Little Indian Records)
- You're Gruesome (1995) (EP) (95 Cheapskates Records)